# Luise Danz
Luise Danz, née le 11 décembre 1917 à Walldorf (Allemagne), était une gardienne SS (Aufseherin) dans de nombreux camps de concentration nazis pendant la Seconde Guerre mondiale.

## Biographie
Luise Danz naît le 11 décembre 1917. Le 24 janvier 1943, à l'âge de 25 ans, elle est enrôlée comme SS-Aufseherin au camp de concentration nazi de Ravensbrück. Elle sert comme gardienne dans plusieurs camps en Pologne dont à Majdanek de 1943 à avril 1944, à Kraków-Płaszów en avril 1944, à Auschwitz-Birkenau de mai 1944 à janvier 1945 et à Ravensbrück.
Lors de l'évacuation de Majdanek en avril 1944, elle était dans le camp de concentration. Halina Nelken se souvint : « Danz, grande, mince et maigre, un visage enfantin, elle était une spécialiste dans le poinçonnage des mâchoires avec son poing et en même temps, elle portait son genou dans les estomacs ».
En octobre 1944, elle supervise un commando juif dans la buanderie de camp de concentration d'Auschwitz-Birkenau. Danz devient Oberaufseherin (surveillante supérieure) dès son arrivée au camp de Malchow en janvier 1945, et le reste jusqu'en mai 1945. Dans ce camp, elle dirige 900 prisonnières dans l'usine locale d'explosifs (Gesellschaft mbH) pour récupérer des produits chimiques (Verwertchemie). Le comportement de Danz devient de plus en plus sadique, selon les déclarations de prisonnières survivantes. Elle  maltraite par exemple des prisonniers avec son fouet. Elle a également contribué à la pendaison de nombreuses prisonnières russes, et a organisé des appels nominatifs de plusieurs heures qui ont causé la mort par épuisement de nombreuses femmes.
À la fin de la guerre, en 1945, elle tente de se faire oublier, mais est découverte, capturée et arrêtée le 1er juin 1945 à Lützow et remise à la justice au procès d'Auschwitz pour les crimes qu'elle avait commis en service dans le système de camps allemand. Lors de son procès, en 1947, elle est condamnée à la prison à vie. Elle est libérée au début de 1956 après avoir purgé une peine de neuf ans de prison.
Après son retour en Allemagne, elle vit une vie banale, et est à nouveau poursuivie en 1996.[réf. nécessaire]
Elle meurt en 2009.